# Perceval de Didot
Le Perceval de Didot, aussi appelé Perceval en prose ou Didot-Perceval, est un roman en ancien français écrit probablement au début du XIIIe siècle par un auteur anonyme (bien qu'il soit parfois attribué à Robert de Boron). Il est conservé aujourd'hui dans deux manuscrits. Il complète, à la suite du Joseph d'Arimathie en prose et du Merlin en prose, le Petit Cycle du Graal.
Le texte achève ainsi le cycle, entamé en vers par Robert de Boron avec le Joseph d'Arimathie en vers, qui voit une très forte christianisation du mythe du roi Arthur et du Graal.

## Manuscrits
- BnF, Manuscrits, NAF 4166, fo 95-126[Note 2] lire en ligne sur Gallica
- Modène, Bibliothèque Estense, E. 39[3]

## Éditions
- (fro) « Perceval », Poètes et romanciers du Moyen Age, Gallimard, « Bibliothèque de la Pléiade », 1952, p. 381-402  — collation partielle d'Albert Pauphilet d'après le manuscrit de Modène
- (fro) Le Saint-Graal ou, Le Joseph d'Arimathie; première branche des romans de la Table ronde, éd. Eugène Hucher, Le Mans, Monnoyer, 1875, tome I, p. 415-505 lire en ligne sur Gallica  — collation intégrale du manuscrit de Paris
- The Didot Perceval, according to the manuscripts of Modena and Paris, éd. William Roach, Philadelphia, University of Pennsylvania Press, 1941[4]
- Robert de Boron, Le roman du Graal, éd. Bernard Cerquiglini, Paris, 10/18, 1981  — traduction du manuscrit de Modène.
- (en) Dell Skeels, The romance of Perceval in prose: a translation of the E manuscript of the Didot Perceval, University of Washington Press, 1961
- Merlin et Arthur, le Graal et le royaume, trad. fr. Emmanuèle Baumgartner, dans La légende arthurienne. Le Graal et la Table ronde, Paris, Laffont (Bouquins), 1989, p. 319-430.
- « Perceval en prose », dans La Légende du Graal dans les littératures européennes, anonymes, Michel Stanesco (ed. et traductions), Michel Zink (préfacier), Le Livre de poche, « La Pochothèque », 2006, d'après le manuscrit NAF 4166 de la BnF.